# Palau Grimani
El Palau Grimani és un edifici renaixentista italià situat en el sestiere de Sant Marco a Venècia, prop del Pont de Rialto.

## Història

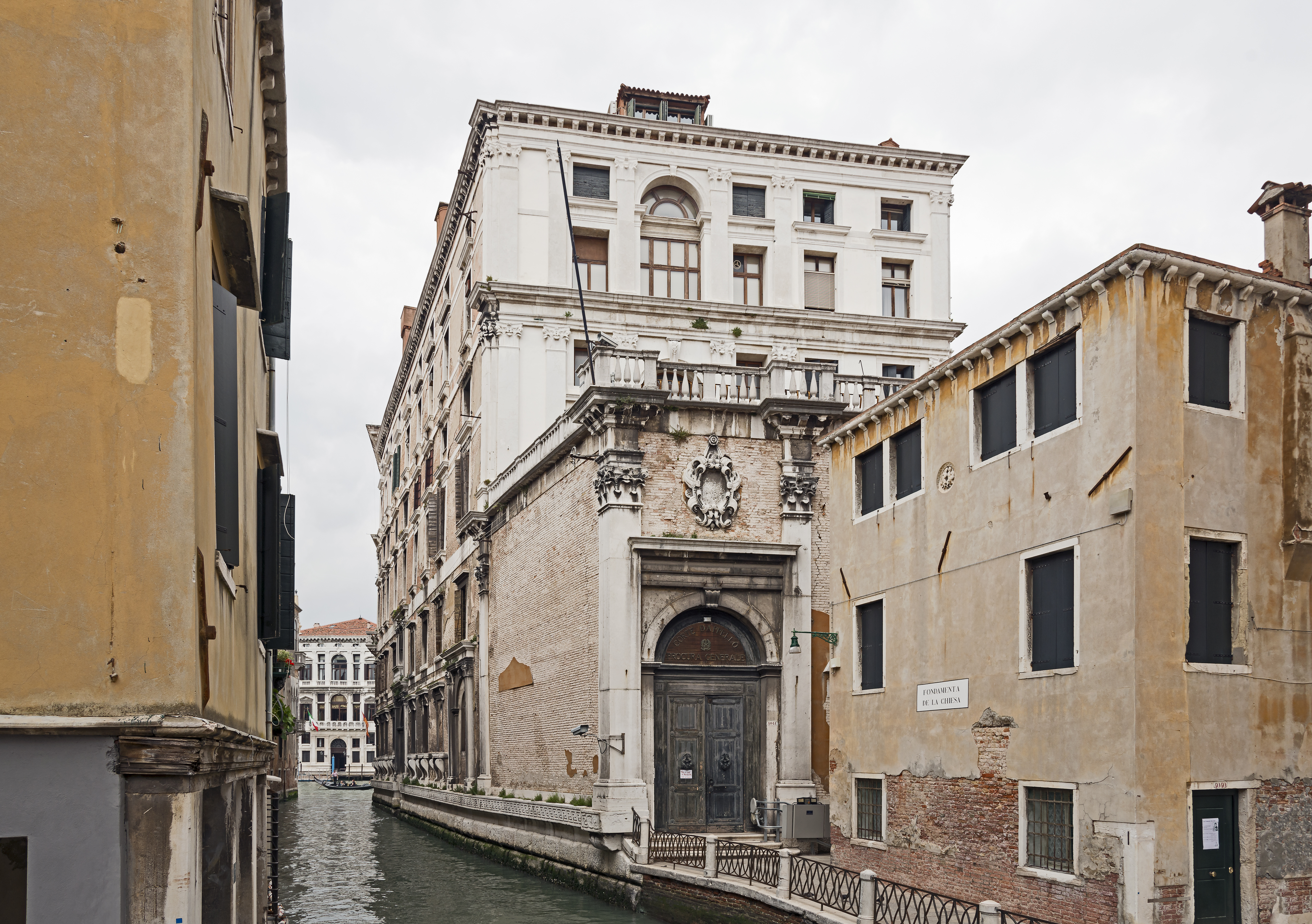
L'edifici des del riu de sant Lucca.

L'edifici va ser construït l'any 1556 per l'arquitecte Michele Sanmicheli, per encàrrec del procurador de Sant Marco, Gerolamo Grimani, si bé el seu origen es remunta probablement  al segle xiv . Va ser completat primer sota la direcció del propietari, i posteriorment, a partir de 1561, per Gian Giacomo de' Grigi anomenat “il Bergamasco”. Les últimes intervencions van ser dirigides per Giovanni Antonio Rusconi, que va treballar en el palau entre 1572 i 1576, any de la inauguració. L'edifici es va fer conegut en tot Europa per haver albergat l'any 1597 les celebracions de la coronació com a dogaressa de Morosina Morosini, esposa del dux Marino Grimani. Va ser residència de la família fundadora fins al 1806, quan es va convertir en seu de la Direcció de Correus i l'any 1881 es va convertir en la seu del Tribunal d'Apel·lació.

## Descripció
La seva façana, inspirada en l'arquitectura romana, està dividida per robustes cornises marcaplantes en tres sectors. Es conjectura que aquesta decisió estilística va poder ser suggerida al projectista per la mateixa família Grimani, que es distingia pel seu mecenatge. La planta baixa i l'entresol, caracteritzats per la presència d'un portal a l'aigua amb arc de triomf i imponents columnes estriades que sostenen un monumental balcó continu, són menys brillants que les plantes superiors. Excepcionalment valuoses són les dues Vittorie que decoren la part superior del portal, obra d'Alessandro Vittoria. La temàtica de l'arc de triomf és reproduïda en les plantes superiors, on es repeteix flanquejada per un altre arc. Totes les obertures de les plantes nobles estan decorades amb columnes geminades no estriades d'ordre corinti.
La seva planta, anòmala perquè es caracteritza per la forma piramidal de la parcel·la, es desenvolupa entorn d'un atri central amb tres arcs de gust clàssic molt admirat per Andrea Palladio, responsable de les sales de recepció en les dues plantes superiors.

## Llegendes
Una llegenda vincula les grans finestres arquejades de l'edifici amb un episodi d'un jove Grimani, que alguns identifiquen amb el mateix Gerolamo: volent casar-se amb una jove de la família Tiepolo, va demanar la seva mà rebent del seu pare la següent resposta: 
| « | "Non sarà mai dito vero che mi daga la man de mia fia a un desparà che no ga gnanga palazzo in Canal" | » |
| — ("Mai serà dit que li vaig donar la mà de la meva filla a un miserable que no li fes un palau en el Canal"), | |   |

 al que Grimani va prometre que construiria un edifici amb les finestres més grans que la porta de la casa dels Tiepolo.